# بنتلي دين
بنتلي دين (بالإنجليزية: Bentley Dean)‏ هو منتج أفلام ومصور سينمائي ومخرج أسترالي، ولد في القرن العشرين.

## وصلات خارجية
- بنتلي دين على موقع IMDb (الإنجليزية)